# セントロニクス (企業)
セントロニクス・データ・コンピュータ・コーポレーション(Centronics Data Computer Corporation)、通称セントロニクス(Centronics)は、かつてアメリカ合衆国にあったプリンタメーカーである。会社自体は買収により消滅したが、同社が画定したパラレルポート用コネクタがデファクトスタンダードとなり、セントロニクス・コネクタと呼ばれている。

## 歴史

### 設立
セントロニクスは、ワング・ラボラトリーズの一部門として設立された。ロバート・ハワードとサミュエル・ラングをリーダーとし、当初はカジノ向けの遠隔端末とシステムを製造していた。また、レシートや取引報告書の印刷のためにプリンタも開発した。ワング・ラボラトリーズは1971年にセントロニクス部門を分社化し、ハワードが社長兼会長に就任した。本社はニューハンプシャー州ハドソンに置かれた。
1970年5月の全米コンピュータ・カンファレンスにおいて、セントロニクスは「セントロニクス・モデル101」を発表した。プリントヘッドに7線式ソレノイド・インパクト・システムを採用した。同社はこの設計に基づいたドットマトリクス・プリンタを開発した。
ハワードは、日本のブラザー工業のアメリカ法人、ブラザー・インターナショナルの創業者で社長のマックス・ヒューゲルと個人的に知り合いだった。セントロニクスが信頼性の高いプリンタ機構を必要としていたことから、ブラザー工業と提携することになり、これによりブラザー工業はプリンタ業界に参入することになった。ヒューゲルは後にセントロニクスのバイスプレジデントに就任した。プリントヘッドと電子機器はニューハンプシャーとアイルランドのセントロニクスの工場で製造され、プリンタ機構を日本のブラザー工業の工場で製造し、ニューハンプシャーのセントロニクスの工場で組み立てられた。
1970年代、セントロニクスはキヤノンと提携してノンインパクトプリンタを開発した。セントロニクスでは商品化されなかったが、キヤノンはレーザープリンタの研究を続け、後に大成功を収めた。
1977年、セントロニクスは、プリントアクチュエータで使用するリターンスプリングに関する特許を侵害したとして、マンネスマンを提訴した。
1975年、セントロニクスはタンディ・コーポレーションとOEM契約を結び、タンディのプリンタ、DMPシリーズとLPシリーズを生産した。1978年にバンドプリンタの6000シリーズを発表した。1979年までに売上高は1億ドル以上となった。
1980年、小型・低価格のデスクトップ・シリアル・マトリクス・プリンタの「Mini-Printer Model 770」を発表した。これは、セントロニクス初の全てを自社製造したプリンタだったが、マイクロプロセッサに不具合があり、リコールと1年間の製造停止をすることとなった。その間にセイコーエプソンやブラザー工業などが力をつけ、セントロニクスがシェアを回復することはできなかった。1980年にはバンドプリンタの「Eシリーズ900」や「LPM 1200」が発売された。

### 親会社の変更
1982年、コントロール・データ・コーポレーション(CDC)がセントロニクスを買収し、同社のプリンタ事業部門だったコンピュータ・ペリフェラルズ(CPI)を合併させて2500万ドルを投資した。1980年から1985年にかけて、同社は8000万ドルの損失を出した。1986年、CDCの持ち分が投資銀行ドレクセル・バーナム・ランバートの投資家グループに買収された。1987年、ドレクセルの持ち分をセントロニクスが買収した。
1983年にバンドプリンタの「LineWriter 400」を発売し、1984年にはより高速な「LineWriter 800」を発売した。LineWriterシリーズは1995年まで製造された。1984年からは、低価格のシリアル・マトリクス・プリンタであるGLP(Great Little Printer)が発売された。
ブラザー工業との関係は続いており、PrintStationのいくつかのモデルは、ブラザーの製品をリバッジして生産された。1984年にトリローグ社のカラー・マトリクス・プリンタの独占販売権を取得し、1985年に同社を買収した。1986年にはシートフィーダーメーカーのAdvanced TerminalsとBDS Computer Australia Pty Ltdを買収した。
「PrintStation 350」シリーズはOEM市場において大成功を収め、データゼネラル、ITT、NCR、CDC、デシジョン・データ、ISIなどのロゴをつけて出荷された。その中でも、PS350を元にしたIBM 4214の製造契約は、セントロニクスに大きな利益をもたらした。1985年の同社の売上1億2600万ドルのうち、6500万ドルはIBM 4214によるものだった。しかし、1986年にIBM 4214の製造が終了し、売上額は減少した。
1986年6月23日にセントロニクスは新しいロゴを発表したが、翌年のプリンタ部門のジェニコムへの売却により、このロゴが顧客に認知されることはなかった。ジェニコムは旧ロゴのままセントロニクスのプリンタの販売を続けた。
1986年7月、セントロニクス唯一のレーザープリンタである「PagePrinter 8」(PP8)が発売された。PP8はシャープとの共同開発によるMC6800ベースのコントローラを使用し、既存のシャープ製品と同じエンジンを使っていた。価格はHPのレーザージェットよりも500ドル安い2495ドルだった。より高速のモデルも発表されたが、製品化されなかった。

### プリンタ部門の売却
1987年、セントロニクスのプリンタ部門はジェニコムに8700万ドルで売却された。ジェニコムは、2003年にタリーとの合併によりタリージェニコムとなった。そのうちアメリカを拠点とする資産は2009年にプリントロニクスに買収され、同年、タリージェニコムのアメリカ以外での知的財産権と販売権はダスコム(DASCOM)により買収された。
プリンタ部門を売却したセントロニクス・データ・コンピュータは、通称だった「セントロニクス」に社名変更して会社自体は存続した。同年、Ekco Housewaresを1億2500万ドルで買収し、社名をEkco Group, Incに改称した（その後、数度の買収を経て、現在はコレールブランズの一部門）。

## 遺産
セントロニクスがパラレル・インターフェース用に開発したコネクタは、プリンタ用コネクタのデファクトスタンダードとなり、「セントロニクス・コネクタ」と呼ばれるようになった。